# Leptodactylus rhodomystax
Leptodactylus rhodomystax es una especie de anfibio anuro de la familia Leptodactylidae. Se distribuye por Bolivia, Brasil, Colombia, Ecuador, Guayana Francesa, Guyana, Perú y Surinam.